# Bø (Midt-Telemark)
Bø ist eine Ortschaft in der norwegischen Kommune Midt-Telemark in der Provinz (Fylke) Telemark. Der Ort stellt das Verwaltungszentrum von Midt-Telemark dar und hat 3819 Einwohner (Stand: 1. Januar 2024).

## Geografie
Bø ist ein sogenannter Tettsted, also eine Ansiedlung, die für statistische Zwecke als eine Ortschaft gewertet wird. Bø liegt in der Kommune Midt-Telemark am Ufer der Bøelva. Diese fließt etwas östlich von Bø mit dem Fluss Hørteåa zusammen und bildet die Gvarvelva. Diese mündet einige Kilometer weiter südöstlich in Gvarv in den See Norsjø.

## Geschichte
Bø lag bis Ende 2019 in der gleichnamigen Kommune Bø und war das Verwaltungszentrum der Kommune. Die Kommune Bø wurde im Rahmen der landesweiten Kommunalreform zum 1. Januar 2020 mit Sauherad zusammengelegt. Bei der Zusammenlegung entstand die neue Kommune Midt-Telemark. Der Ort Bø wurde neues Verwaltungszentrum von Midt-Telemark.
In Bø befinden sich zwei Kirchen. Die Bø kyrkje ist eine Holzkirche aus dem Jahr 1875. Die Bø gamle kyrkje wurde im 12. Jahrhundert erbaut.

## Wirtschaft und Infrastruktur
Durch den Ort führt in Ost-West-Richtung der Riksvei 36. Dieser stellt Richtung Westen die Verbindung zur Europastraße 134 (E134) her. Von Bø aus führt die Straße in den Südosten in das Stadtgebiet Porsgrunn/Skien. Von Bø aus stellt zudem der Fylkesvei 3330 eine Verbindung zur E134 im Norden her. Durch Bø führt die Bahnlinie Sørlandsbanen. Der Bahnhof von Bø ist rund 163 Kilometer vom Osloer Hauptbahnhof Oslo S entfernt. Er wurde 1924 eröffnet, als die Bahnlinie Sørlandsbanen bis Bø fertiggestellt wurde.
Bø ist ein Handels- und Dienstleistungszentrum der Region. Die Universität in Südostnorwegen (Universitetet i Sørøst-Norge) hat einen Campus in Bø.

## Persönlichkeiten
- Anders Haugen (1888–1984), US-amerikanischer Skispringer
- Hans Kleppen (1907–2009), Skispringer
- Margunn Bjørnholt (* 1958), Soziologin und Ökonomin
- Kim Leine (* 1961), dänisch-norwegischer Schriftsteller
- Edy Poppy (* 1975), Schriftstellerin, Künstlerin, Schauspielerin und Model